# Over the Rainbow (groupe)
Pour les articles homonymes, voir Over the Rainbow.
Over the Rainbow est un supergroupe de rock formé en 2008 par d'anciens membres de Rainbow, avec le fils de son ancien leader Ritchie Blackmore, Jürgen Blackmore, en remplacement de son père à la guitare. Excepté Jürgen Blackmore qui est anglais (et d'origine allemande par sa mère), tous les membres du groupe sont américains. 
Les membres fondateurs sont Joe Lynn Turner au chant (Rainbow 1980-1984), Bobby Rondinelli à la batterie (Rainbow 1980-1983), Tony Carey aux claviers (Rainbow 1975-1977), Greg Smith à la basse (Rainbow 1994-1997), et Jürgen Blackmore à la guitare. Le groupe comprend alors au moins un membre de chaque époque de Rainbow, sauf pour les années 1978 à 1979. Cependant seuls Turner et Rondinelli avaient déjà joué ensemble. Fin 2009, Carey est remplacé aux claviers par Paul Morris (Rainbow 1994-1997) qui, lui, avait déjà joué avec Greg Smith. 
Jusqu'en 2011, Over the Rainbow reprendra en concert une vingtaine de chansons extraites de toutes les époques et des tous les albums studios de Rainbow, dont certaines n'ont été enregistrées à l'origine avec aucun membre d'Over the Rainbow. Cependant, c'est la période de Rainbow avec Joe Lynn Turner comme chanteur qui est logiquement la plus représentée, car ce dernier présent dans Over the Rainbow.

## Histoire
En 2008, Carey, Rondinelli, Smith et Turner décident de travailler ensemble pour interpréter à nouveau la musique de Rainbow, mais conviennent que la seule façon légitime d'y parvenir serait avec un Blackmore à la guitare. En 2009, les quatre ex-membres s'associent donc à Jürgen Blackmore, le fils de Ritchie, pour former Over the Rainbow. En raison de problèmes de santé, Carey quitte le groupe après la première tournée et est remplacé aux claviers par Paul Morris, également ancien membre de Rainbow.

## Derniers événements
Over The Rainbow commence une tournée en Russie et en Europe à l'automne 2009, qui se poursuit jusqu'à l'été 2010. Interrogé sur les plans d'Over The Rainbow pour enregistrer un nouvel album dans une interview de Neil Daniels, Bobby Rondinelli déclare alors  « Oui, dans un proche avenir ». 
En 2011, le groupe fait une « pause » afin que les membres du groupe puissent poursuivre d'autres projets selon le site officiel de Joe Lynn Turner. Trois des cinq membres (Morris, Smith et Tuner) tournent brièvement dans le groupe de Joe Lynn Turner sur la côte est, dont une performance à Clifton dans le New-Jersey.
Over the Rainbow ne s'est plus produit en concert depuis cette « pause ».

## Musiciens
- Jürgen Blackmore - guitare (2008-2011)
- Bobby Rondinelli - batterie (2008-2011)
- Greg Smith - basse, chœurs (2008-2011)
- Joe Lynn Turner - chant (2008-2011)
- Paul Morris - claviers (2009-2011)

- Tony Carey - claviers (2008-2009)

### Chronologie
R : Rainbow 
OTR : Over the Rainbow

## Répertoire
Chansons de Rainbow reprises en concert par Over The Rainbow, et pour chaque chanteur de Rainbow, dans l'ordre décroissant du nombre de concerts où elles ont été jouées.

### Époque Ronnie James Dio (1975-1979)
- 2, 3 et 5 : versions studios originales interprétées avec Tony Carey.
- 1,4 et 6 : versions studio originales interprétées par aucun membre de Over the Rainbow.

1. Man on the Silver Mountain
2. Tarot Woman
3. Kill the King
4. Long Live Rock 'n' Roll
5. Stargazer
6. Gates of Babylon

### Époque Graham Bonnet (1979-1980)
- Les versions studio originales de cette période n'ont été interprétées par aucun membre d'Over the Rainbow.

1. All Night Long
2. Eyes of the World
3. Since You Been Gone

### Époque Joe Lynn Turner (1980-1984)
- 1, 2, 3, 6, 7, 8 : versions studios originales interprétées avec Bobby Rondinelli et Joe Lynn Turner.
- 4 et 5 : versions studios originales interprétées avec Joe Lynn Turner.

1. Death Alley Driver
2. Jealous Lover
3. Can't Happen Here
4. Can't Let You Go
5. Street of Dreams
6. Spotlight Kid
7. Power
8. Stone Cold

### Époque Doogie White (1993-1997)
- Versions studios originales interprétées avec Greg Smith et Paul Morris.

1. Ariel
2. Wolf to the Moon